# Wintrebertia angulata
Wintrebertia angulata är en insektsart som beskrevs av Marius Descamps 1964. Wintrebertia angulata ingår i släktet Wintrebertia och familjen Euschmidtiidae. Inga underarter finns listade i Catalogue of Life.